# 차고스 제도 축구 국가대표팀
차고스 제도 축구 국가대표팀은 영국령 인도양 지역으로 지배받고 있는 차고스 제도를 대표하는 축구팀이며 실제로는 차고스 제도 원주민을 대표한다. 이 팀은 FIFA 및 아시아 축구 연맹 회원국이 아니기 때문에 FIFA 및 아시아 축구 연맹이 주관하는 대회에는 참가하지 않으며 오직 독립 축구 협회 연맹에서 주관하는 대회에만 참가한다. 2016년 CONIFA 월드 풋볼컵에 처음으로 참가했지만 1무 3패·12위라는 저조한 성적표를 받아들였다.